# Unterschächen
Unterschächen (toponimo tedesco) è un comune svizzero di 710 abitanti del Canton Uri.

## Monumenti e luoghi d'interesse

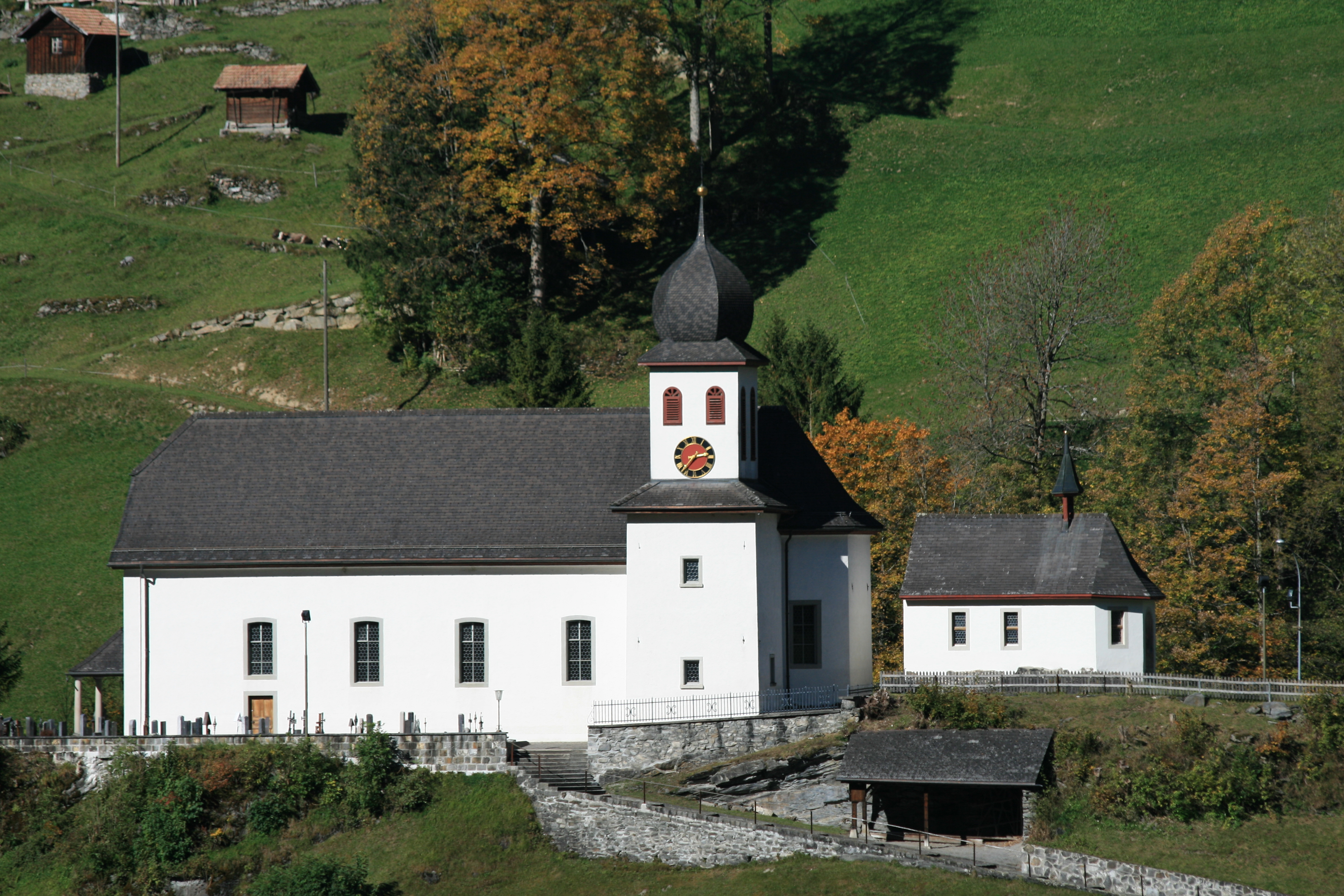
La chiesa di San Teodulo

- Chiesa parrocchiale cattolica di San Teodulo, attestata dal 1500 circa e ricostruita nel 1681-1684[1].

## Società

### Evoluzione demografica
L'evoluzione demografica è riportata nella seguente tabella:
Abitanti censiti

## Amministrazione
Ogni famiglia originaria del luogo fa parte del cosiddetto comune patriziale e ha la responsabilità della manutenzione di ogni bene ricadente all'interno dei confini del comune.